# The Men of Porn
I The Men of Porn sono un gruppo stoner metal statunitense attivo dal 1998, con base a San Francisco, California. Sono conosciuti anche solo come Porn, anche se la band è solita rendersi nota sotto la stilizzazione Porn (The Men of). 
I Porn sono meglio noti come il progetto parallelo di Dale Crover, il celebre batterista dei Melvins ed è affiancato da Tim Moss (chitarra e voce), che rimane l'unico membro fondatore del complesso; all'interno dei Porn si sono succeduti nel corso degli anni componenti di varie band come Goatsnake, Eyehategod, Saint Vitus e Big Business, tra questi vi ha preso parte anche J Mascis, leader dei Dinosaur Jr.
Grazie al legame con i Melvins, la band è stata in tour con questi, condividendo con loro un apparato ritmico composto da due batterie, in un tour del 2008 per la presentazione di ...and the Devil Makes Three. Da quell'anno, non si hanno più notizie sull'attività dei Porn.

## Formazione

### Formazione attuale
- Tim Moss - voce, chitarra, basso, effetti
- Dale Crover - batteria

### Ex componenti
- Billy Anderson - basso, piano, organo, voce
- Henry Vasquez - batteria
- Joey Osbourne - batteria
- Sean Tyler - batteria
- Joe Goldring - chitarra e pedal steel guitar
- John Wolf - chitarra, voce
- Kurt Schlegel - sconosciuto
- John Weiss - sconosciuto
- Nila - sconosciuto
- Jason Michaud - sconosciuto
- J. Mascis - sconosciuto
- Coady Willis - batteria
- Johann Zamora - sconosciuto
- Toshi Kasai - sconosciuto
- Dave Curran - sconosciuto
- Brian Hill - sconosciuto
- Thurston Moore - sconosciuto
- Guy Pinhas - sconosciuto
- Misha Avrushenko - basso e voce
- Jeff Heater - batteria
- Jerry Hug - basso
- Timothy Moss - chitarra, eterofono, voce
- Jon Weiss - batteria

### Dal vivo
- Henry Vasquez - batteria

## Discografia

### LP
- 1999 - Porn American Style
- 2001 - Experiments In Feedback
- 2004 - Wine, Women And Song
- 2008 - ...And The Devil Makes Three

### Compilation
- 2000 - Right In The Nuts: A Tribute to Aerosmith